# Bruno Ecuele Manga
Bruno Ecuele Manga (Libreville, 1988. július 16. –) gaboni labdarúgó, aki jelenleg a francia Dijon FCO hátvédje.

## Pályafutása

### A válogatottban
2006-ban mutatkozott be a gaboni válogatottban. 2010-ben Alain Giresse edző meghívta a 2010-es afrikai nemzetek kupájára készülő keretbe. Ő szerezte a mindent eldöntő gólt (szabadrúgásból) a 2012-es afrikai nemzetek kupáján Marokkó ellen.